# José João Zoio
José João de Queirós Morais Zoio (Almada, Almada, 1 de outubro de 1950 — Sintra, 31 de agosto de 2009) foi um cavaleiro tauromáquico português.
Estreou-se em público a 25 de agosto de 1968, na praça de toiros da Nazaré.
Foi o primeiro amador a submeter-se à prova de cavaleiro praticante, antes de receber a alternativa; prestou-a na tarde de 10 de junho de 1972, na praça de Santa Eulália, Elvas. A 27 de maio de 1973, na Monumental do Campo Pequeno, recebeu a alternativa de cavaleiro tauromáquico, sendo seu padrinho o mestre João Branco Núncio.
A 6 de abril de 1975 debutou em Espanha, com uma atuação na Monumental de Barcelona, atuando a 27 de maio de 1979 em Las Ventas, Madrid, e a 29 de abril de 1980 na Real Maestranza de Caballería, em Sevilha.
Um dos mais destacados e bem sucedidos cavaleiros portugueses, citar de largo e dar a primazia do arranque ao toiro era a característica principal das suas lides.
Ficaram célebres as corridas em que alternou com José Mestre Batista e José Samuel Lupi (o cartel dos três Zés) e os rejoneadores espanhóis Álvaro Domecq Romero e Manuel Vidrié.
José João Zoio foi diretor de Relações Públicas e Segurança da Universidade Moderna de Lisboa, nos anos 1990. Durante o julgamento do processo ligado às principais figuras desta instituição, foi ouvido como testemunha, indicado pela acusação (Ministério Público), prestando depoimento sobre as alegadas ligações da Moderna ao tráfico de armas.
Era maçon e membro da Grande Loja Regular de Portugal.